# کنت لین (ورزشکار)
کنت لین (انگلیسی: Kenneth Lane؛ ۱۶ اوت ۱۹۲۳ – ۲۲ ژانویهٔ ۲۰۱۰ (۸۶ سال)) قایقران کانو اهل کانادا بود.